# Karl-Heinz Lehmann (Judoka)
Karl-Heinz Lehmann (* 2. Januar 1957 in Reichenberg) ist ein deutscher Judoka. 
Karl-Heinz Lehmann gehörte dem ASK Vorwärts Frankfurt an und wurde dort von Hubert Sturm und Herbert Niemann trainiert. Als Leichtgewichtler hatte er im Armee-Sportclub mit Karl-Heinz Werner und Torsten Reißmann zwei sehr gute Trainingspartner. In der Auswahlmannschaft des Deutschen Judo-Verbandes der DDR gewann Lehmann bei den Olympischen Sommerspielen 1980 in Moskau eine Bronzemedaille im Leichtgewicht (-71 kg). Im Jahr darauf gewann er die DDR-Meisterschaft und löste damit den dreimaligen DDR-Meister Günter Krüger vom SC Dynamo Hoppegarten ab. Außerdem wurde Lehmann bei den Europameisterschaften 1981 in Debrecen Europameister. Bei den Judo-Weltmeisterschaften im gleichen Jahr in Maastricht wurde er WM-Dritter.
1984 wurde Lehmann mit dem Vaterländischen Verdienstorden in Bronze ausgezeichnet. Nach seiner Laufbahn als Aktiver beim ASK Vorwärts wurde er Judotrainer und arbeitete auch nach der Auflösung des Armee-Sportklubs weiter erfolgreich als Trainer des 1990 gegründeten dreimaligen Deutschen Mannschaftsmeisters JC 90 Frankfurt (Oder).